# Fulvio Cerofolini
Fulvio Cerofolini (Genua, 5 december 1928 - aldaar, 24 mei 2011) was een Italiaans politicus. Cerofolini werd in 1975 benoemd tot burgemeester van zijn geboortestad. Toen hij tien jaar later aftrad werd hij verkozen voor de Kamer van volksvertegenwoordigers.
Cerofolini overleed in het San Martino-ziekenhuis in Genua ten gevolge van een hartaanval.